# Margareta Clausdotter
Margareta Clausdotter (gestorben am 10. Dezember 1486) war eine schwedische Schriftstellerin und Genealogin, eine römisch-katholische Nonne des Erlöserordens und von 1473 bis zu ihrem Tod Äbtissin der Abtei von Vadstena. Christina Brask übersetzte für sie das Antiphonarium.
Am bekanntesten ist sie für ihre Chronik über die Familie der Heiligen Birgitta, die einige Legenden und Geschichten enthält, die aus anderen Quellen nicht bekannt sind. Ihre Chronik beeinflusste spätere historische und genealogische Schriftsteller. Eine Geschichte über den Bruder des Königs, Bengt Lagman, der Sigrid die Schöne, eine Frau bescheidenerer Herkunft, heiratet, wurde am bekanntesten in dem Stück Bröllopet på Ulfåsa (1865) des schwedischen Dramatikers Frans Hedberg (1828–1908) und in der für das Stück geschriebenen Musik von August Söderman (1832–1876) wiedererzählt. Bengt Lagman war die Geschichte von Bengt Magnusson (gest. 1294), doch die Geschichte stimmt größtenteils nicht mit zeitgenössischen Quellen überein oder ist zumindest nicht durch diese verifiziert.